# Dasineura rosmarini
Dasineura rosmarini är en tvåvingeart som beskrevs av Tavares 1902. Dasineura rosmarini ingår i släktet Dasineura och familjen gallmyggor. Inga underarter finns listade i Catalogue of Life.